# Olaus Stenius
Olaus Martini Stenius, född 1597, död 1660, var en svensk professor i astronomi och medicin och rektor för Uppsala universitet.

## Biografi
Olaus Martini var son till professorn Martinus Stenius som skulle bli hans lärare och handledare när han 1629 lade fram sin avhandling Principiis Carporis Naturalis Intrinsecis constitutivis. Modern Katarina Lenaea var syster till ärkebiskop Johannes Canuti Lenaeus. Fadern var en av Uppsala universitets 17 professorer. Fadern avled 1644 och sonen Olaus Stenius efterträdde honom som astronomiprofessor fastän han inte verkar ha varit nämnvärt intresserad av ämnet. Olaus Stenius blev kvar på stolen i fyra år, och verkar inte ha producerat någon text i astronomi under tiden efter avhandlingen. Olof Verelius höll en  oration över Stenius 1644 om nyttan av studiet av historien.
Under samma tid hade universitetsledningen svårigheter att tillsätta den ena av universitetets professurer i medicin som blivit vakant efter Petrus Kirstenius. Axel Oxenstierna verkar ha bekostat Olaus Stenius utbildning i ämnet medan han fortfarande hade kvar sin tjänst i astronomi. Grégoire François Du Rietz verkar ha haft del i anatomiundervisningen av Stenius. 1648 utnämndes Stenius till Petrus Kirstenius efterträdare. Martinus Olai Nycopensis övertog professuren i astronomi.
Som professor i medicin är Olaus Stenius omtalad av två skäl. För det första var han Olof Rudbeck d.ä.s handledare och preses 1652 vid avhandlingen Disputatio anatomica, de circulatione sangvinis, Rudbecks berömda arbete om blodomloppet, och Stenius var också den som låg bakom att drottning Kristina bevistade en dissektion där Rudbeck bevisade sin upptäckt om lymfkärlen. Rudbecks Disputatio anatomica var en av sammanlagt fyra disputationer som Stenius var preses till.
För det andra har Stenius angetts vara den förste av Rene Descartes anhängare i Uppsala, något som dock har blivit vederlagt av idéhistorikern Gunnar Eriksson 2002. Stenius sägs ha haft akademiska dispyter med Olaus Unonius, och enligt ryktet skulle han traditionsenligt ha avslutat dessa dispyter med orden: "Monoculus venit; Auditores fundite preces."
1652 var Stenius rektor för universitetet. När han avled 1660 fick Rudbeck hans professur i medicin. Rudbeck verkar ha varit en mycket mer populär föreläsare än Stenius. År 1657 var den bara en person som en gång närvarade vid Stenius föreläsningar, mot 60 som bevistade Rudbecks år 1661.
Olaus Stenius var ogift, och hade sin syster boende hos sig som hushållerska. Han testamenterade bort sina egendomar till Laurentius Stigzelius och till universitetet, däribland tomt till en botanisk trädgård, som numera kallas Linnéträdgården.